# Diadelia albomarmorata
Diadelia albomarmorata là một loài bọ cánh cứng trong họ Cerambycidae.